# Јонска веза
Јонска веза је врста интрамолекулске хемијске везе која настаје између метала и неметала. Типичан пример јонске везе граде алкални и земноалкални метали са халогеним елементима, на пример натријум-хлорид, NaCl.
Код јонске везе један атом потпуно губи један или више електрона, а други атом их прима. Будући да се електрони у потпуности одвоје од атома, настају јони. Атом који је отпустио електрон постаје позитивно наелектрисан јон, катјон, а атом који је примио негативно наелектрисање, постаје анјон.
За разлику од тога, код ковалентне везе, атоми деле један или више заједничких електронских парова, али не настају јони. Међутим, не постоји оштра граница између јонске и ковалентне везе, будући да електронски пар у ковалентној вези може бити ближе језгру једног атома, атома који је електронегативнији, што доводи до поларизације ковалентне везе и делимичног раздвајања наелектрисања унутар молекула. Према конвенцији је узето да уколико је разлика између електронегативности два елемента која граде везу мања од 1,9 – реч је о поларној ковалентној вези, а уколико је наведена разлика већа од 1,9 – реч је о јонској вези.
Јонски раствори су обично добро растворни у води. Такође и проводе струју, будући да се у њима налазе слободни јони.

## Преглед
Атоми који имају скоро пуну или скоро празну валентну љуску имају тенденцију високе реактивности. Атоми који су снажно електронегативни (као што је случај са халогенима) често имају само једну или две празне орбитале у својој валентној љусци, и често се вежу са другим молекулима или добијају електроне да би формирали анјоне. Атоми који су слабо електронегативни (попут алкалних метала) имају релативно мало валентних електрона, који се лако могу делити са атомима који су снажно електронегативни. Као резултат тога, слабо електронегативни атоми имају тенденцију да деформишу свој електронски облак и формирају катјоне.

## Формирање
Јонско везивање може произаћи из редокс реакције када атоми елемента (обично метала), чија је јонизациона енергија мала, дају неке од својих електрона да би постигли стабилну електронску конфигурацију. При томе настају катјони. Атом другог елемента (обично неметал) са већим електронским афинитетом прихвата електроне да би постигао стабилну електронску конфигурацију, и након прихватања електрона (атома), атом постаје анјон. Типично, стабилна конфигурација електрона је она коју има један од племенитих гасова за елементе у s-блоку и p-блоку, и нарочито стабилне конфигурације електрона за елементе d-блока и f-блока. Електростатичка привлачност између анјона и катјона доводи до стварања чврстог материјала са кристалографском решетком у коме су јони смештени у наизменичном редоследу. У таквој решетки обично није могуће разликовати дискретне молекуларне јединице, тако да формирана једињења нису молекулске природе. Међутим, сами јони могу бити сложени и формирају молекуларне јоне попут ацетатног анјона или амонијум катјона.
На пример, уобичајена кухињска со је натријум хлорид. Када се комбинују натријум (Na) и хлор (Cl), атоми натријума губе електрон, формирајући катјоне (Na+), а атоми хлора добијају електрон да би формирали анјоне (Cl−). Ови јони се затим привлаче један другог у односу 1: 1 да би формирали натријум хлорид (NaCl).
Међутим, да би се одржала неутралност набоја, уочени су строги односи између анјона и катјона, тако да јонска једињења, углавном, следе правила стехиометрије, упркос томе што нису молекуларна једињења. За једињења која су прелазна у легуре и поседују мешовито јонско и метално везивање, то може да више не буде случај. Многи сулфиди, нпр. формирају нестехиометријска једињења.
Многа јонска једињења се називају солима, јер се могу формирати и реакцијом неутрализације Аренијусове базе попут NaOH са Аренијусовом киселином попут HCl
За со NaCl се стога каже да се састоји од киселог остатака Cl− и базног остатка Na+.
Уклањање електрона из катјона је ендотермично, те се њиме повећава укупна енергију система. Такође може доћи до енергетских промена повезаних са прекидом постојећих веза или додавањем више од једног електрона при формирању анјона. Међутим, дејство анјонског прихватања валентних електрона катјона и последично привлачење јона једних другима ослобађа енергију (решетке) и на тај начин се смањује укупна енергија система.
Јонско везивање се одвија само ако је укупна промена енергије реакције повољна. Генерално, реакција је егзотермна, мада је на пример стварање жива оксида (HgO) ендотермно. Наелектрисање насталих јона је главни фактор јачине јонске везе, нпр. со  се одржава као целина дејством електростатичких сила које су око четири пута слабије од  према Кулоновом закону, где C и A представљају генерички катјон и анјон. Величине јона и посебно паковање решетки се занемарују у овом прилично поједностављеном разматрању.

## Процес оксидо-редукције
Да би настала јонска веза између атома, дати атоми морају претходно постати јони, односно један атом мора изгубити одређен број електрона, а други атом примити те исте електроне. Атом који губи електрон(е) постаје позитиван јон, катјон, а атом који прима електрон(е) постаје негативан јон, анјон. Атом може постати катјон, односно има могућност да отпусти електроне, само уколико има малу енергију јонизације. С друге стране, неки атом ће примити електроне и постати анјон, само ако има велики електронски афинитет.
Самим тим, атоми метала увек отпуштају електроне које примају атоми неметала, а број примљених електрона мора бити једнак броју отпуштених електрона. Овај процес отпуштања и примања електрона назива се оксидо-редукција, а понекад и једноставно оксидација.

## Чиниоци јонске везе
Будући да најмању енергију јонизације имају елементи 1. и 2. групе ПСЕ (алкални и земноалкални метали), а највећи афинитет према електрону елементи 17. групе (халогени елементи), као и кисеоник из 16. групе, то су типични елементи који граде јонску везу. Изузетак из земноалкалних метала који не граде типичну јонску везу је берилијум, који услед дијагоналне сличности наликује алуминијуму.
Јонску везу могу да граде и сви елементи у 13. и 15. групи испод бора, односно силицијума, а граде је и прелазни елементи. Ипак, многи од јона прелазних елемената не стварају електронску конфигурацију племенитог гаса у последњој љусци, већ стварају конфигурацију са попуњеним d-орбиталама, тј. конфигурацију од 18 електрона: ns2 6 10. Такве електронске конфигурације су такође стабилне и као конфигурације племенитих гасова.

### Пример
Натријум је изразит метал, а хлор изразит неметал. Атом натријума има малу енергију јонизације и у валентном нивоу садржи један електрон, а хлор је елемент са високим електронским афинитетом и поседује седам електрона у валентном нивоу. Њихове електронске конфигурације су наведене испод.
: 12 22 26 31
: 12 22 26 32 35
Атом натријума ће лако отпустити усамљени електрон из 3s-орбитале, чиме постиже стабилну електронску конфигурацију њему најближег племенитог гаса, неона, и постаје позитиван јон. Овај електрон прима атом хлора у своју делимично попуњену 3p-орбиталу, при чему и он постиже електронску конфигурацију њему најближег племенитог гаса, аргона.
Примери прелазних метала који граде јонску везу су: Cu+ [Ar]310, 2+ [Ar]310 и + [Kr]410.

## Електростатичка интеракција
Због супротних наелектрисања између два новонастала јона, примера ради, Na+ и -, између њих делују типичне јаке електростатичке интеракције. Успоставља се равнотежа између електростатичког привлачења и одбијања које је дефинисано Кулоновим законом:
{\displaystyle {\boldsymbol {F}}=k{q_{1}q_{2} \over r^{2}}}
при чему је, {\displaystyle F} сила, {\displaystyle q_{1}} и {\displaystyle q_{2}} количине супротних наелектрисања, {\displaystyle r} растојање између језгара супротно наелектрисаних честица, а {\displaystyle k} Кулонова константа, тј. коефицијент сразмерности.

## Просторни распоред
Јони унутар молекула са јонском везом су у простору правилно распоређени. Сваки катјон не делује само на један анјон, и обрнуто, већ на све суседне јоне. Тако се формира кристална решетка, где је сваки катјон окружен са шест анјона на једнаким растојањима, формирајући тако правилан октаедар.
Јонске везе су интеракције између наелектрисања која су готово сферно-симетрична; стога оне нису много дирекционе. Могу да укључују и више атома електрона по атому. Земноалкални метали формирају јонске везе у којима атом губи два електрона; пример је . Губитак више од два електрона услед формирања јонске везе је поприлично редак; у ствари, у том случају се чешће формира ковалентна веза.